# Josef Schmidt-Diemel
Josef Schmidt-Diemel (* 19. März 1898 in Bochum; † 11. September 1960) war ein deutscher Politiker (CDU, zuvor NSDAP).
Schmidt-Diemel schloss sich 1937 der NSDAP an, trat aber nach dem Krieg in die CDU ein. Von 1947 bis 1950 war er Kreisvorsitzender der Partei im Landkreis Brilon. Vom 19. Dezember 1946 bis zum 19. April 1947 gehörte er dem Landtag von Nordrhein-Westfalen als Abgeordneter der zweiten Ernennungsperiode an. Daneben war er Vorsitzender des Aufsichtsrates der gemeinnützigen Siedlungs- und Baugenossenschaft im Kreis Brilon, unter deren Regie unter anderem die Rennufer-Siedlung in Obermarsberg errichtet wurde.

## Weblink
Josef Schmidt-Diemel beim Landtag Nordrhein-Westfalen